# Alejandra Azcárate
Alejandra Azcárate (Bogotá, 3 de março de 1978) é uma atriz, apresentadora, radialista, modelo e comediante colombiana.

## Filmografia

### Televisão
- Diomedes, el cacique de la junta (2015) - Yurleidis
- Las Santísimas (2012) - Ana
- Pobres Rico (2012) - Patricia Rubio
- Amor en custodia (2009) - Renata Schewin
- El último matrimonio feliz (2008) - Margarita Ortiz
- En los tacones de Eva (2006) - Laura

### Rádio
- Los 40 Principales, La Cama
- Caracol Radio
- La Mega, El Mañanero
- RCN Básica, El Cocuyo
- Radioactiva